# 공화국의 날
공화국의 날(영어: Republic Day)은 공화국이 된 것을 기념하기 위한 기념일이다.

## 목록
- 1월 26일: 인도
- 2월 1일: 헝가리
- 3월 23일: 파키스탄
- 4월 1일: 이란
- 5월 28일: 아르메니아, 아제르바이잔, 네팔
- 5월 31일: 남아프리카공화국
- 6월 2일: 이탈리아
- 7월 1일: 가나
- 7월 4일: 필리핀
- 7월 14일: 이라크
- 7월 25일: 튀니지
- 9월 9일: 조선민주주의인민공화국 (인민정권 창건일)
- 9월 24일: 트리니다드 토바고
- 10월 5일: 포르투갈
- 10월 10일: 중화민국
- 10월 25일: 카자흐스탄
- 10월 29일: 터키
- 11월 11일: 몰디브
- 11월 15일: 브라질
- 12월 13일: 몰타
- 12월 18일: 니제르

## 같이 보기
- 공휴일
- 이탈리아 공화국 기념일